# Elecciones generales de Botsuana de 2024
Las elecciones generales de Botsuana de 2024 tuvieron lugar el 30 de octubre del mencionado año con el objetivo de renovar los 61 escaños electos de la Asamblea Nacional, ejerciendo estos sus funciones para el período 2024-2029 e invistiendo al presidente de la República. fueron los duodécimos comicios desde la independencia del país respecto del Reino Unido en 1966, y los decimoterceros bajo sufragio universal. Tendrán lugar al mismo tiempo que las elecciones de gobierno local. Se empleará el sistema de escrutinio mayoritario uninominal y la edad mínima para votar será de dieciocho años. Las elecciones son administradas por la Comisión Electoral Independiente (IEC).
El gobierno del conservador Partido Democrático de Botsuana (BDP), gobernante desde la independencia en 1966 y liderado desde 2018 por el presidente Mokgweetsi Masisi, llegó a las elecciones asediado por profundas críticas en el marco del empeoramiento de la situación económica por la caída del precio de los diamantes, las consecuencias de la pandemia de Covid-19 que había marcado el mandato anterior, las controversias en torno a posibles legislaciones que debilitaban el Estado de derecho y una serie profundos conflictos en el seno del BDP que convirtieron las primarias de ese año en unas de las más controvertidas en la historia del partido. La ruptura de Masisi con su predecesor, Ian Khama, que controlaba buena parte de la histórica base de apoyo por parte de la tribu BaNgwato en el Distrito Central había privado al BDP de una base clara de votantes a la que apelar, mientras que la impopularidad de la gestión de Masisi le costó el respaldo de muchos votantes en el sur urbano, fuertemente opositor a Khama y que había sido clave para la permanencia de Masisi en el cargo en las elecciones de 2019 a pesar de su ruptura con él.
Por su parte, la plataforma izquierdista Paraguas para el Cambio Democrático (UDC), coalición liderada por Duma Boko (líder a su vez del Frente Nacional de Botsuana), compitió a las elecciones con la adhesión de la Alianza para los Progresistas (AP) pero sin el socialdemócrata Partido del Congreso de Botsuana (BCP) de Dumelang Saleshando, que había competido como parte de la alianza en 2019 antes de romper tras un conflicto de liderazgo con Boko en 2022. El Frente Patriótico de Botsuana (BPF), partido fundado por partidarios de Khama como una escisión del BDP, integró brevemente la UDC antes de decidir concurrir en solitario y enfocarse en sus bastiones en la región de Serowe, luego de fracasar un intento de acuerdo con Boko. El BPF sufrió también la escisión del Partido Republicano de Botsuana (BRP), liderado por su excandidato presidencial Biggie Butale. Por último, el Movimiento por la Democracia de Botsuana (BMD) compitió en las elecciones bajo el nuevo liderazgo del pastor cristiano Thuso Tiego, que contendió con un discurso fuertemente conservador, abandonando la retórica liberal del partido. Aunque varios analistas pronosticaron una contienda cerrada y predijeron que el BDP sufriría una fuerte fuga de votos, frente a una oposición dividida y considerada debilitada, se creía probable que el partido triunfara de todas formas y extendiera su gobierno por otros cinco años.
Contra todo pronóstico, la UDC se alzó con una sorpresiva y amplia victoria, alcanzando el 37,22% de los votos válidamente emitidos y obteniendo una mayoría absoluta de 36 escaños, suficientes para garantizar la elección de Duma Boko como presidente de Botsuana. El BCP obtuvo el 20,99% de los votos y 15 escaños, convirtiéndose en el partido de la Oposición oficial en el Parlamento. El BPF logró un importante crecimiento en el Distrito Central y aumentó su número de escaños a 5, duplicando además su proporción en el voto popular a un 8,31%. El BDP experimentó un masivo descalabro que lo redujo de una mayoría de 38 escaños a un cuarto lugar con tan solo 4 escaños parlamentarios, su primera derrota electoral luego de casi seis décadas y doce mayorías absolutas consecutivas. Sin embargo, el BDP logró ubicarse en segundo puesto en la gran mayoría de las circunscripciones del país, por lo que obtuvo el segundo puesto en términos de voto popular por encima del BCP y el BPF, con un 30,49% de los votos. Edwin Dikoloti, que había sido desplazado de la candidatura del BDP en la circunscripción de Goodhope-Mmathethe, se presentó como independiente y fue reelecto, siendo además el parlamentario con mayor número de votos individuales a nivel nacional y solo la segunda persona elegida al Parlamento de Botsuana como independiente en su historia. La participación fue del 81,42% del electorado registrado.
Masisi reconoció la derrota en la mañana del 1 de noviembre y prometió una transición pacífica. Más tarde ese mismo día, tras confirmarse que la UDC había superado los 31 escaños requeridos para formar gobierno, Duma Boko fue juramentado como el sexto presidente de Botsuana, inaugurando el primer gobierno ajeno al BDP en la historia de la nación.

## Contexto

### Elecciones generales de 2019
En las elecciones generales de 2019, el Partido Democrático de Botsuana (BDP) mantuvo su mayoría parlamentaria por duodécima vez consecutiva, obteniendo el 53,65% de los votos y 38 de 57 escaños, uno más que en las elecciones de 2014. La coalición opositora Paraguas para el Cambio Democrático (UDC) obtuvo el 35,88% de los votos y 15 escaños, dos menos que en 2014. Las elecciones marcaron un importante realineamiento político en el panorama político de Botsuana, debido a que el Distrito Central (que había apoyado consistentemente al BDP, con un promedio de alrededor del 75% de los votos desde las primeras elecciones en 1965) viró hacia la oposición debido al respaldo del expresidente Ian Khama al recién formado Frente Patriótico de Botsuana (BPF) y a los candidatos de la UDC donde el BPF no presentó candidatos propios. La UDC y el BPF ganaron 11 de 17 escaños en el distrito Central, marcando la primera vez que un partido distinto del BDP ganó un escaño en el distrito. No obstante, el BDP logró avances sustanciales en otras regiones, asegurando todos los escaños tanto en Gaborone como en los distritos del sur del país, compensando los avances de la UDC. Debido a las altas expectativas previas de una victoria opositora, el resultado electoral se consideró una sorpresa, atribuida a los esfuerzos del presidente Masisi por reconciliarse con segmentos de la sociedad que anteriormente estaban en desacuerdo con Khama, como los sindicatos, cuya posición había jugado un importante papel en las pérdidas del partido en las elecciones de 2014. El acercamiento entre los dirigentes de la UDC y Khama, que seguía siendo impopular entre los votantes urbanos y del sur, provocó una pérdida de apoyo a la UDC entre su base opositora tradicional en el sur.
Mientras que los observadores internacionales consideraron las elecciones «libres y justas», el candidato presidencial de la UDC, Duma Boko (del Frente Nacional de Botsuana), desconoció la victoria del BDP, denunciando fraude electoral masivo. A pesar de las afirmaciones de la UDC sobre voto múltiple y soborno a funcionarios electorales, su petición de invalidar los resultados fue desestimada por el Tribunal Superior en diciembre de 2019. Aunque el Tribunal de Apelaciones acordó escuchar el caso en enero de 2020, Posteriormente lo desestimó al declararse incompetente. Boko ni siquiera había logrado ser reelecto como miembro del Parlamento en Gaborone Bonnington South, por lo que perdió su cargo como líder de la Oposición. El puesto correspondió a Dumelang Saleshando, líder del Partido del Congreso de Botsuana (BCP), el cual había obtenido 11 de los 15 escaños ganados por la alianza. Sin embargo, Boko rechazó los constantes reclamos de Saleshando de una primaria para escoger al líder de la coalición, reclamando que el líder del BNF (principal partido de la oposición desde 1969) era el «líder natural» de la UDC.

### Antecedentes de los partidos de la oposición
Tras las elecciones había tres partidos opositores en la Asamblea Nacional: la UDC, el BPF y la Alianza para los Progresistas (AP) que había obtenido un escaño. El 6 de agosto de 2022, el BPF se unió a la UDC formalmente, unificando a todos los partidos de oposición en la Asamblea Nacional excepto a la AP. Sin embargo, poco antes que eso el BCP expresó su interés en abandonar la coalición en medio de crecientes conflictos entre Saleshando y Boko. Con el respaldo de una facción del BCP favorable a mantenerse en la alianza, la dirigencia de la UDC instigó la expulsión de Saleshando de su cargo como líder de la Oposición en julio de 2022 y su reemplazo por Dithapelo Keorapetse, considerado favorable a Boko. Keorapetse y otros cuatro parlamentarios fueron suspendidos a su vez como miembros del BCP por esto. El BCP propuso formar una nueva alianza electoral compuesta por la AP y el recién formado Partido Laborista de Botsuana (BLP). Sin embargo, AP se retiró de las conversaciones de coalición después de desacuerdos no especificados con el BCP, optando en su lugar por unirse a la UDC. El 27 de mayo de 2023, el Comité Central del BCP decidió por unanimidad participar en las elecciones de 2024 por separado de la alianza UDC. El partido citó preocupaciones por el «desprecio de la UDC por el buen gobierno democrático» y la vulnerabilidad de los líderes de su partido a ser capturados por «intereses privados», como razones de su salida.

## Sistema electoral
Los comicios se realizaron bajo la constitución vigente, aprobada en 1966, y siguiendo los lineamientos de la ley electoral aprobada el 17 de mayo de 1968 con las reformas sancionadas en referéndum en 1997. De acuerdo con la misma, todo ciudadano botsuano mayor de 18 años puede registrarse para votar en las elecciones, siempre que estén inscritos en la lista electoral de su lugar de residencia y no tengan una condena de prisión que supere los seis meses. Las listas electorales se establecen en las oficinas de votación de los barrios una vez que los distritos electorales se hubiesen demarcado. Un elector solo puede votar en la circunscripción en la que está registrado. El sufragio es universal, optativo y secreto.
Todo ciudadano registrado como votante que fuere capaz demostrar un dominio oral y escrito suficiente del idioma inglés podría presentar su candidatura para diputado de la Asamblea Nacional. No podrían presentar su candidatura aquellos que incumplieran los requisitos, ni tampoco los miembros de la entidad tribal denominada Consejo de Jefes o los funcionarios públicos en ejercicio. 61 de los 69 escaños de la Asamblea Nacional serán elegidos por medio de escrutinio mayoritario uninominal. Todo el territorio del país se encontrará dividido en sesenta y un circunscripciones, cada una de las cuales debe ser representada por un diputado, elegido por el electorado de dicha circunscripción a simple mayoría de votos. Cada candidatura a la Asamblea Nacional debe ser presentada por dos ciudadanos de la circunscripción que se disputará y respaldada por al menos otros siete. Un candidato no puede representar a más de una circunscripción.
El presidente de la República es elegido al mismo tiempo que la Asamblea Nacional bajo un sistema indirecto. Los candidatos a la Asamblea Nacional deben declarar su apoyo por un candidato presidencial, y el candidato que reciba los apoyos de la mayor cantidad de diputados electos será de este modo elegido presidente. Su mandato es renovado cuando se renueva la Asamblea Nacional. En caso de la vacancia de un cargo parlamentario durante el período legislativo, se realizarán elecciones parciales en dicha circunscripción bajo el mismo sistema electoral. El tiempo máximo que una persona puede ejercer la presidencia de la República es de diez años (equivalente a dos mandatos de cinco).
Después de las elecciones, otros ocho miembros de la Asamblea Nacional serán designados por los parlamentarios electos para representar intereses especiales, un aumento de cuatro respecto a la elección anterior. El presidente y el fiscal general de la República son miembros ex officio sin derecho a voto.

### Redistribución de escaños
De conformidad con el artículo 64. (1) de la Constitución de Botsuana, el 13 de mayo de 2022 (tras la publicación del censo decenal de Botsuana de 2022) se nombró una Comisión de Delimitación para redistribuir los distritos electorales de la Asamblea Nacional. La Asamblea Nacional aprobó un proyecto de ley que aumentaba el número de distritos electorales en cuatro escaños, de 57 a 61 escaños. Las consultas con el público y diversos grupos de interés se llevaron a cabo del 20 de junio al 28 de noviembre de 2022. La Comisión presentó su informe final al Presidente el 10 de febrero de 2023. Se crearon así cinco nuevas circunscripciones:
1. Mogoditshane West
2. Maun North
3. Okavango West
4. Okavango East
5. Kgatleng Central

Mientras tanto, se abolió una única circunscripción:
1. Mmathethe-Molapowabojang

## Partidos políticos

### Candidatos presidenciales
De conformidad con el artículo 7 de la Ley de elecciones presidenciales, el Secretario de la Comisión Electoral Independiente nombró funcionarios autenticadores encargados de verificar la autenticidad de los documentos presentados por los candidatos presidenciales para las elecciones presidenciales indirectas que se celebran como una forma de voto de investidura después de la elección general de los parlamentarios. Estos oficiales eran comisionados de distrito, oficiales de distrito y oficiales superiores de policía. El 28 de septiembre de 2024, el presidente del Tribunal Superior, en su calidad de escrutador del proceso de nominación presidencial, recibió los documentos de nominación de los candidatos en dos franjas horarias: de 10 a 13 horas y de 14:30 a 17:00 horas. Al concluir el proceso, cuatro candidatos presidenciales cumplieron los requisitos de registro.
| Partido | Partido                                   | Líder               |
| ------- | ----------------------------------------- | ------------------- |
|         | Partido Democrático de Botsuana (BDP)     | Mokgweetsi Masisi   |
|         | Paraguas para el Cambio Democrático (UDC) | Duma Boko           |
|         | Partido del Congreso de Botsuana (BPC)    | Dumelang Saleshando |
|         | Frente Patriótico de Botsuana (BPF)       | Mephato Reatile     |

### Candidaturas parlamentarias
La nominación de candidatos parlamentarios tuvo lugar el 3 de octubre, mismo día que las nominaciones de candidatos para las elecciones de gobierno local. Cuatro partidos políticos disputaron suficientes escaños para aspirar a una mayoría absoluta. El Partido Democrático de Botsuana fue el único partido que disputó las 61 circunscripciones parlamentarias, seguido por el Partido del Congreso de Botsuana, que disputó 57 circunscripciones y la coalición Paraguas para el Cambio Democrático que disputó 55. El Frente Patriótico de Botsuana presentó 49 candidaturas.
|  | 100.00 % |

|  | 93.44 % |

|  | 90.16 % |

|  | 80.33 % |

|  | 11.48 % |

|  | 9.84 % |

|  | 4.92 % |

|  | 36.07 % |

## Registro de votantes
Botsuana utiliza un sistema de registro de votantes de "lista periódica" en el que la autoridad electoral crea una nueva lista de votantes elegibles cada cinco años antes de cada elección, en lugar de un registro continuo o un registro civil. Este proceso ocurre justo antes de las elecciones e implica el objetivo de registrar a todos los votantes en un período de tiempo relativamente corto. Es "autoiniciada" en el sentido de que los votantes deben ir a los centros de la autoridad electoral en todo el país para registrarse, en lugar de que la autoridad electoral vaya al pueblo.
El número total de personas que se inscribieron durante el registro general fue de 764.539. Después de que el número de electores registrados fuera menor de lo esperado después del registro general, se llevaron a cabo dos períodos suplementarios de registro de votantes. En la primera, del 26 de febrero al 15 de marzo, se sumaron 74.404 electores inscritos más. El segundo y último registro complementario tuvo lugar del 20 al 31 de mayo y se llevó a cabo en aproximadamente 2.808 colegios electorales de todo el país, a diferencia del primero, que se llevó a cabo en las oficinas de los comisionados de distrito y en Kgotlas, lugares de difícil acceso. Esta fase produjo 197.021 electores registrados adicionales.

## Campaña electoral
En términos generales, la campaña electoral estuvo dominada por el problema de la diversificación económica ante el agotamiento del modelo basado en la extracción de diamantes que había dominado la economía del país desde poco después de su independencia, con el desempleo como la problemática más preocupante para la mayoría de los votantes de acuerdo con las encuestas. Se consideró que la campaña fue realmente mucho más breve y acelerada que en años electorales anteriores, sobre todo por la demora en la realización de elecciones primarias en varios de los partidos antes de la convocatoria electoral formal.

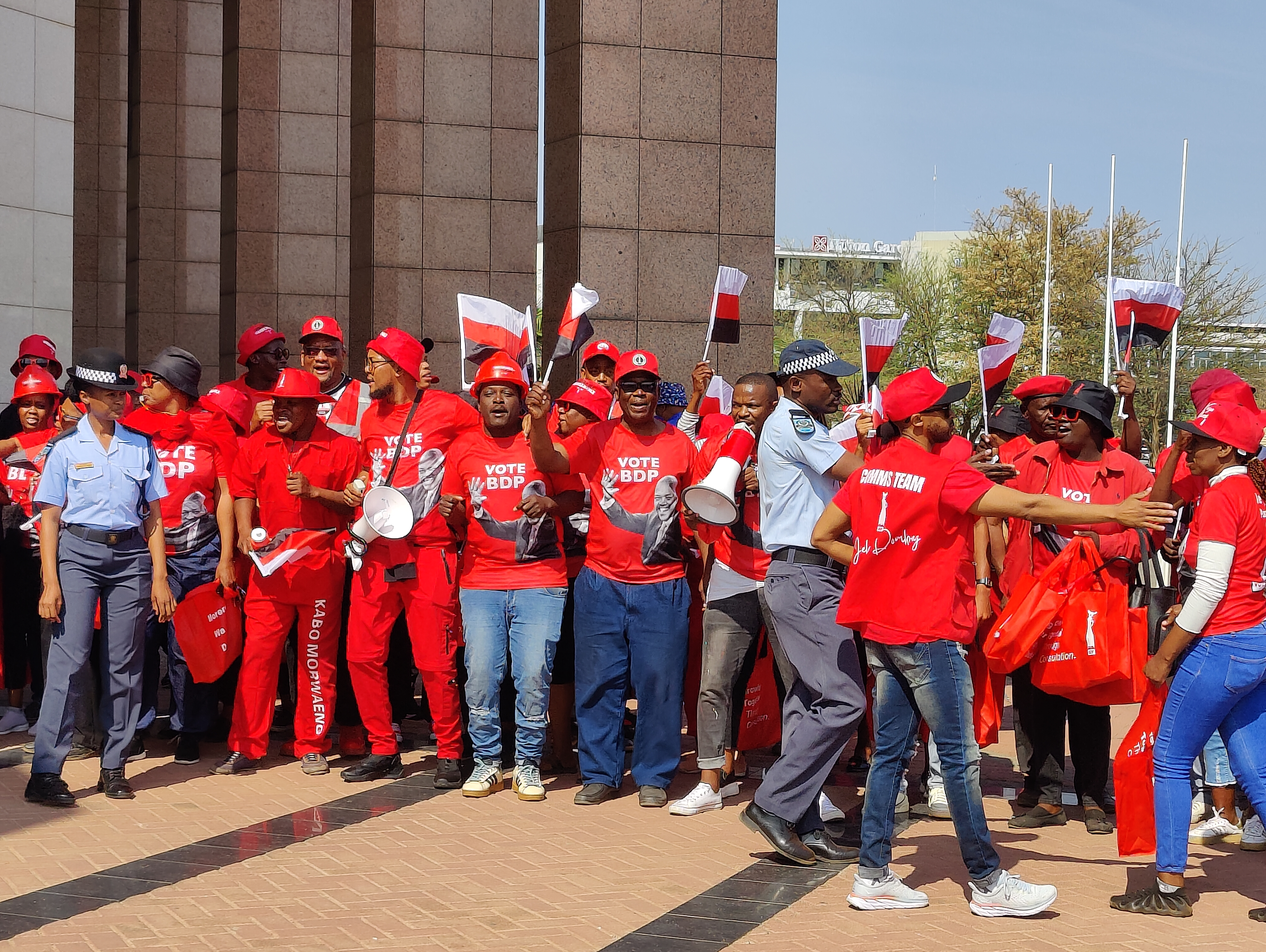
Partidarios del BDP durante el proceso de nominación de candidatos.

El BDP enfrentó la campaña sufriendo una serie de pujas internas que lo debilitaron y con su popularidad severamente dañada por el declive económico. Para paliar la situación, el partido se comprometió a diversificar la economía mediante el desarrollo de los sectores de procesamiento de recursos minerales, agricultura y turismo. Su manifiesto, titulado «Cambiando Juntos, Construyendo la Prosperidad», mantuvo el tono tradicional de los manifiestos del BDP en enfatizar el papel del partido en elevar al país de una de las naciones más pobres del mundo a una historia de éxito en el continente africano, pero reconoció la necesidad de abordar un cuadro económico complejo y realizar cambios para alcanzar la prosperidad. Durante el lanzamiento del manifiesto, Masisi declaró tener «un plan para un futuro en el que todos puedan prosperar». El BDP declaró su intención de proponer una economía inclusiva, el fortalecimiento de la democracia y el estado de derecho, y la mejora en el nivel de vida de los ciudadanos. En términos económicos, el BDP se comprometió a seguir beneficiándose de los recursos minerales del país, particularmente los diamantes, que son el principal pilar de la economía. Masisi destacó que su administración impulsó la creación de alianzas con empresas para el procesamiento de diamantes y renegoció acuerdos con la compañía De Beers, garantizando un aumento de un 25% a un 30% de la participación en los ingresos obtenidos por la extracción de diamantes, con posibilidad de aumentarlo a un 50% en los siguientes diez años, lo que en última instancia permitiría la contratación de un récord de 20,000 personas en el sector. El BDP también enfatizó su intención de fortalecer los sistemas financieros del país. Sin embargo, la administración de Masisi enfrentaba un fuerte desequilibrio financiero como consecuencia de la crisis del modelo económico dependiente de los diamantes y un alto desempleo, llegando al 38% entre jóvenes, lo que debilitó su posición, a lo que se añadía la falta de una base de votos segura después de la deserción de Ian Khama y la pérdida del Distrito Central. Masisi buscó enfocar parte de los esfuerzos de la campaña en esta región en un intento (finalmente fallido) de recuperar esos votos. Aunque la campaña del BDP buscó proyectar una imagen de confianza y descartó la credibilidad de las encuestas que predecían una derrota, Kagelelo Banks Kentse, portavoz de la formación oficialista, reconoció durante la campaña que serían las elecciones más difíciles que habría de enfrentar el partido dominante.

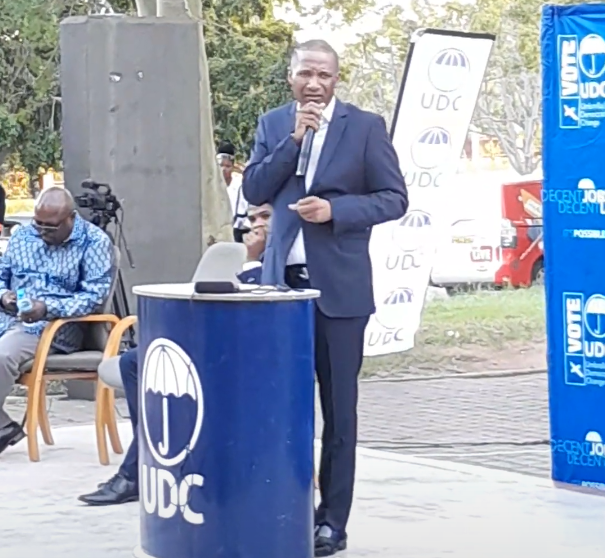
Duma Boko durante una concentración en la Universidad de Botsuana.

La campaña de la UDC tomó un tono de confrontación directa y crítica combativa contra el gobierno del BDP. La coalición lanzó su manifiesto el 10 de agosto de 2024, en un acto en el Estadio Royal Aria de Gaborone. Boko dio un discurso durante el acto de lanzamiento en el que describió al BDP como un «coloso arrogante y fanfarrón», acusando a sus dirigentes de corrupción, enriquecimiento ilícito y abuso de poder, refiriéndose a Masisi como «un tirano que busca el enriquecimiento personal a costa del país». Boko declaró que el ambiente en Botsuana era de «ira colectiva», pero que la única forma de lograr un cambio real era que esta ira se expresara en las urnas para construir una «Segunda República». El manifiesto de la UDC propuso una serie de reformas enfocadas en mejorar la educación, la vivienda, y la salud, además de impulsar la economía y avanzar en la sostenibilidad ambiental y la gobernanza. En el ámbito económico, se propone crear entre 450,000 y 500,000 empleos a través de la inversión en infraestructura, agricultura y comercio de diamantes, con el objetivo de posicionar al país como un centro de transporte en el sur de África, así como respaldar a las pequeñas empresas mediante subsidios y fondos específicos. En cuanto a problemáticas sociales, la coalición prometió construir 100,000 hogares asequibles en cinco años, aumentar el salario mínimo mensual de 1.500 pula (112 dólares) a 4.000 pula (300 dólares), y ofrecer un seguro de salud integral para todos los ciudadanos. Desde una perspectiva tecnológica, prometió transformar a Botsuana en un centro regional de inteligencia artificial mediante inversiones en redes 5G, IA y el desarrollo de ciudades inteligentes. En materia ambiental, el programa de Economía Verde de la UDC promovía el uso de energía renovable y la infraestructura resiliente al clima, apoyando estas iniciativas con un fondo para la economía verde y la creación de empleos verdes. Finalmente, en el ámbito institucional, la UDC se comprometió a impulsar reformas constitucionales que incluyan representación proporcional para las elecciones generales y fortalecer la independencia judicial. La UDC también denunció la manipulación y parcialidad de instituciones clave como el poder judicial, la Dirección de Seguridad de Botsuana y la Comisión Electoral Independiente, a quienes señaló por obstaculizar la transparencia electoral y actuar en beneficio del partido gobernante. Ante esta situación, promovió la participación de los botsuanos en la vigilancia electoral y resaltó la importancia de un cambio político para «romper la maldición» del estancamiento del país. La UDC tuvo que hacer frente a las constantes divisiones sufridas por la alianza en los dos años anteriores, lo que condujo a una constante apelación a ser la única fuerza política fuera del BDP con el alcance nacional necesario para ganar la elección.
El BCP adoptó un tono de campaña centrado en la justicia social y en una profunda crítica a las fallas del gobierno en responder a las necesidades de los ciudadanos más vulnerables, en especial la juventud y las mujeres, a quienes se refirió como «aliados naturales» para el partido. La formación hizo campaña bajo los lemas «Salvemos Botsuana» y «Nos espera un mañana mejor». Su manifiesto postuló «siete pilares para el desarrollo» a seguir en una eventual gestión de gobierno: una economía de altos salarios que fuera climáticamente responsable, acceso equitativo a la tierra y la vivienda, educación avanzada alineada con la Cuarta Revolución Industrial, un sistema de salud universal accesible, protección social eficiente y la promoción de una gobernanza democrática efectiva. El BCP prometió crear 300,000 empleos y un salario digno mínimo de 4,000 pula mensuales para 2029, asegurando así el pleno empleo y la reducción la pobreza extrema, así como defender los derechos de los trabajadores. También se comprometió a recuperar empleos desplazados y mejorar el valor de la industria turística nacional. En educación, el partido abogó por la gratuidad desde preescolar hasta secundaria y regular las tarifas escolares para evitar especulación, con el objetivo de ampliar el acceso a la educación. Además, propuso implementar una política de desarrollo inclusivo para los jóvenes, niños y mujeres, garantizando que tengan acceso a los recursos necesarios para su bienestar y progreso social. Saleshando acusó al gobierno de Masisi de estar electoralmente desesperado y hacer promesas en las que no creía, manifestando su confianza en una derrota oficialista ante el hecho de que «el pueblo ya había visto al BDP tal cual era». Asimsimo, Saleshando acusó a Boko y a la UDC de impulsar una campaña de desprestigio en contra del BCP ante la amenaza que representaba el partido para su papel como principal fuerza de la oposición, luego de que Boko acusara a Saleshando de manejo incorrecto de las finanzas del partido.
El BPF, presidido por Mephato Reatile pero liderado en las sombras por el expresidente Ian Khama encaró las elecciones con el enfoque de forzar la remoción del poder de Masisi y consolidar el dominio de la formación en el Distrito Central, aunque dificultado por la ruptura de su alianza con la UDC y la escisión encabezada por Biggie Butale. En su manifiesto, el partido (establecido esencialmente para canalizar el respaldo de la tribu BaNgwato al liderazgo de Khama y abocado al conservadurismo tribal) hizo hincapié en la lucha contra la corrupción, la reforma del sistema de gobernanza y la recuperación del patrimonio cultural a través de la revitalización del sistema de kgotla que «fortalecería la participación ciudadana en la democracia». El BPF propuso reformas estructurales en diversas áreas, incluyendo la constitución, la gestión de tierras y el desarrollo industrial, con el objetivo de erradicar la pobreza y mejorar las infraestructuras. El retorno de Khama a Botsuana en septiembre, luego de su exilio autoimpuesto, para encarar las causas judiciales en su contra y participar activamente en la campaña del partido, ayudó a revitalizar y movilizar el respaldo de los votantes leales al expresidente. La campaña del BPF se desarrolló a destiempo debido al retorno tardío de Khama, y fue el último de los cuatro principales partidos en hacer público su manifiesto el 6 de octubre en un acto en Serowe, la ciudad natal de Seretse Khama y principal bastión electoral del partido.
El BMD, que disputó ocho circunscripciones, centró su campaña en valores familiares y en criticar el estado de la situación económica, así como el «deterioro moral» bajo el gobierno del BDP. El lema del partido fue «Hacia una transformación socioeconómica radical».  Con el liderazgo del pastor cristiano Thuso Tiego, el partido viró hacia la derecha cristiana, con una retórica duramente contraria a los derechos LGBT. A pesar de haber rechazado la posibilidad de integrar alianzas al asumir como líder del partido, durante la campaña Tiego declaró que buscaba la cooperación con el resto del arco opositor y que en donde el BMD no presentaba candidatos apoyaría a los del BCP en el norte del país, a los de la UDC en el sur y a los BPF en Serowe. Tiego declaró estar «en contacto» con Saleshando en cuanto a una colaboración con el BCP y asistió a algunos de sus eventos de campaña. La mayoría de las propuestas del partido pasaron por fortalecer el sistema de salud pública, garantizar la seguridad pública, garantizar la propiedad de la tierra y «revitalizar la estructura familiar». El partido declaró que su intención era ganar una cantidad suficiente de escaños para poder formar un gobierno de coalición con otras fuerzas políticas, y que su finalidad principal era contribuir a desalojar al BDP del poder. La mayoría de los candidatos del BMD hicieron campaña por separado, enfocándose en las circunscripciones que disputaban. Sin embargo, observadores externos consideraron que el partido carecía del aparato político suficiente para realizar una campaña efectiva, y que la falta de visibilidad respecto a otras fuerzas opositoras más viables (como la UDC y el BCP) disminuían considerablemente su margen para tomar protagonismo.
El BRP, establecido como una escisión del ala conservadora del BPF bajo el liderazgo de Biggie Butale, presentó solo seis candidaturas (todas en el Distrito Central) a pesar de haber tenido los objetivos iniciales de postular diez o veinte. Buscando captar votos descontentos del BPF, la formación lanzó su manifiesto el 19 de octubre en Serowe (donde disputó las tres circunscripciones). Titulado «El manifiesto que no deja piedra sin remover», fue escrito en inglés, setsuana e ikalanga, como una demostración de inclusión de la pluralidad lingüística del país. Aunque conservador en cuestiones sociales, el BRP se presentó con una plataforma más izquierdista en cuestiones económicas, aunque Butale declaró que era necesario impulsar una economía que permitiera la realización de políticas públicas «más allá del aumento del presupuesto». Enfocó su campaña en el desarrollo sostenible prometiendo la generación de electricidad a través de energía solar y la autosuficiencia económica promoviendo las artes, la cultura y el turismo como una forma de diversificar la economía por encima de los diamantes. También propuso la construcción de una «tercera gran ciudad» (además de Gaborone y Francistown) para generar puestos de trabajo. El BRP también declaró que el Estado debería invertir más en la promoción de los deportes, citando la presencia de muchos botsuanos destacados en diversas disciplinas que no recibían apoyo suficiente por parte del gobierno para competir.
El RAP, partido socialista que había logrado postular candidatos en tres circunscripciones (Gamalete, Mmopane-Metsimotlhabe y Lentsweletau-Lephephe) a pesar de las amenazas de disolución, abordó las elecciones de 2024 con una postura combativa, enfocada en la defensa de las comunidades afectadas por la contaminación ambiental y las desigualdades socioeconómicas y buscando posicionarse como una alternativa «revolucionaria». Difundió sus propuestas y manifiesto a través de publicaciones en su página en Facebook. Con un enfoque en la «justicia ambiental» y el «fin de la violencia económica», el RAP enfatizó la necesidad de leyes que protegieran la salud y los derechos de las personas frente a los intereses corporativos y mineros, proponiendo una economía que priorizara la sostenibilidad y la equidad social. El RAP destacó la urgencia de establecer leyes que garantizaran la salud y seguridad de las personas en áreas de desarrollo industrial, especialmente en zonas afectadas por la minería, como Selebi-Phikwe, donde las comunidades enfrentaban altos riesgos de salud por la contaminación con químicos tóxicos. Los puntos urgentes del partido incluían garantizar la propiedad de vivienda, eliminar el trabajo precario, combatir la corrupción entre las élites y burócratas, y fomentar la inversión transfronteriza como alternativa al comercio. El RAP también promovió una ley para criminalizar la brujería y capacitaciones policiales para lidiar con ese tipo de prácticas, ya que podían conducir a asesinatos rituales.

## Resultados

### Nivel general

Resultado por circunscripción.

La votación se realizó con normalidad. Los resultados fueron anunciados progresivamente durante los dos días posteriores a la elección a través de diversos medios de comunicación, confirmándose primeros pequeñas circunscripciones locales y luego nacionales. La primera circunscripción nacional que informó tendencias definitivas fue Thamaga-Kumakwane, un bastión del BDP, que fue retenida por el partido. Sin embargo, esta fue seguida por una sucesión de masivas victorias de la UDC en circunscripciones sureñas y en el Distrito Central, consideradas clave para definir la elección. A esto se sumó la victoria del BCP en la mayoría de los distritos del norte, ganando todos los distritos de Ngamiland. Para la tarde del 31 de octubre, medios internacionales reportaron por primera vez «sorprendentes derrotas» para el BDP en casi todas las circunscripciones escrutadas. La mayoría de las predicciones estimaron una mayoría absoluta para la UDC la noche del 31 de octubre, todavía sujeta a variaciones por el escrutinio. Por la mañana del 1 de noviembre, la Comisión Electoral Independiente confirmó la victoria de la UDC en ⁠Moneedi-Shoshong, lo que implicó que la coalición había superado el umbral de 31 escaños constitucionalmente requeridos para proclamar a Duma Boko como presidente electo de Botsuana. Minutos más tarde, Masisi concedió una conferencia de prensa en la que reconoció públicamente la derrota del BDP después de seis décadas de gobierno y el triunfo de la UDC. Declaró haber telefoneado a Boko para felicitarlo por su victoria, anunciando que concurriría a la toma de posesión del presidente electo y participaría en el proceso de transición sin problemas, afirmando estar «orgulloso de nuestros procesos democráticos». El mismo día, Boko compareció ante los medios y agradeció públicamente a sus partidarios y al electorado por la victoria, comprometiéndose a hacer «lo mejor que pueda» y agradeció también a Masisi por haber reconocido la derrota. La última circunscripción en ser proclamada fue Goodhope-Mmathethe, la más grande del país en términos de votantes, donde Edwin Dikoloti retuvo su escaño como independiente tras haber abandonado al BDP, solo el segundo independiente en ganar un escaño parlamentario en la historia de Botsuana.
En última instancia, la UDC obtuvo el 37,22% de los votos y una mayoría absoluta de 36 escaños sobre 61, lo que implicó el menor margen de victoria en la historia electoral del país tanto en porcentaje de votos como en escaños. El BCP obtuvo el 20,99% de los votos y logró 15 escaños, el mejor resultado de su historia, lo que permitió el retorno de Dumelang Saleshando como líder de la Oposición en el Parlamento. Mientras tanto, el BPF logró retener las tres circunscripciones de la región de Serowe y ganar otras dos, aumentando su presencia parlamentaria a 5 escaños y convirtiéndose en el tercer partido más grande del Parlamento con un 8,31% de los votos. El BDP en realidad terminó con la segunda mayor proporción de votos, detrás de la UDC, con un 30,49%. Sin embargo, su apoyo se extendió por todo el país de manera uniforme (el partido logró ubicarse en segundo lugar en 48 de las 57 circunscripciones donde resultó derrotado) y no se concentró en suficientes áreas como para traducirse en escaños, lo que resultó en que emergiera como la facción más pequeña en la Asamblea Nacional, con 4 escaños.  Las cuatro circunscripciones que el BDP ganó (Thamaga-Kumakwane, Gabane-Mmankgodi, Moshupa-Manyana y Kgatleng East) rondaron la esfera de influencia personal de Masisi, destacando su región natal en Moshupa (donde su padre y él habían ocupado la circunscripción desde la independencia). Por su parte el BCP, a pesar de terminar más de 79.000 votos detrás del BDP, logró ganar tres veces más escaños debido a su fuerte concentración de apoyo en el norte.
Si bien la elección resultó en la primera derrota electoral del BDP y la primera transición electoral desde la independencia de Botsuana, de acuerdo con el índice de Gallagher la proporcionalidad de los escaños parlamentarios obtenidos respecto a su voto popular en las elecciones de 2024 arrojó un puntaje de índice de 23,05, lo que indica un resultado altamente desproporcionado que favoreció fuertemente a la UDC y al BCP, mientras que fue significativamente desfavorable para el BDP. Esto convirtió a las elecciones de 2024 en las más desproporcionadas en la historia de Botsuana, derivado del sistema de escrutinio mayoritario uninominal y la distribución de circunscripciones imperante en el país.
|  | 23.13 % |

|  | 5.60 % |

|  | 4.70 % |

|  | 3.29 % |

|  | 37.22 % |

|  | 30.49 % |

|  | 20.99 % |

|  | 8.31 % |

|  | 0.38 % |

|  | 0.14 % |

|  | 0.02 % |

|  | 2.45 % |

|  | 98.80 % |

|  | 1.20 % |

|  | 100.00 % |

|  | 81.42 % |

### Resultado por circunscripción
|  | 63.31 % |

|  | 28.83 % |

|  | 5.81 % |

|  | 1.79 % |

|  | 0.25 % |

|  | 98.68 % |

|  | 1.32 % |

|  | 100.00 % |

|  | 76.83 % |

|  | 64.08 % |

|  | 20.43 % |

|  | 15.49 % |

|  | 96.37 % |

|  | 3.63 % |

|  | 100.00 % |

|  | 77.51 % |

|  | 59.14 % |

|  | 27.05 % |

|  | 12.33 % |

|  | 1.49 % |

|  | 97.85 % |

|  | 2.15 % |

|  | 100.00 % |

|  | 78.11 % |

|  | 55.60 % |

|  | 34.85 % |

|  | 9.55 % |

|  | 98.44 % |

|  | 1.56 % |

|  | 100.00 % |

|  | 79.43 % |

|  | 59.54 % |

|  | 36.70 % |

|  | 3.76 % |

|  | 97.01 % |

|  | 2.99 % |

|  | 100.00 % |

|  | 84.38 % |

|  | 53.12 % |

|  | 42.01 % |

|  | 4.87 % |

|  | 99.07 % |

|  | 0.93 % |

|  | 100.00 % |

|  | 78.97 % |

|  | 50.11 % |

|  | 40.77 % |

|  | 9.12 % |

|  | 99.14 % |

|  | 0.86 % |

|  | 100.00 % |

|  | 84.77 % |

|  | 33.47 % |

|  | 30.35 % |

|  | 27.52 % |

|  | 8.65 % |

|  | 99.17 % |

|  | 0.83 % |

|  | 100.00 % |

|  | 83.10 % |

|  | 49.99 % |

|  | 24.00 % |

|  | 19.95 % |

|  | 6.05 % |

|  | 99.37 % |

|  | 0.63 % |

|  | 100.00 % |

|  | 83.24 % |

|  | 36.84 % |

|  | 32.42 % |

|  | 20.88 % |

|  | 9.92 % |

|  | 99.54 % |

|  | 0.46 % |

|  | 100.00 % |

|  | 76.17 % |

|  | 67.71 % |

|  | 14.54 % |

|  | 9.80 % |

|  | 7.94 % |

|  | 99.62 % |

|  | 0.38 % |

|  | 100.00 % |

|  | 78.72 % |

|  | 58.46 % |

|  | 22.83 % |

|  | 15.08 % |

|  | 3.63 % |

|  | 99.61 % |

|  | 0.39 % |

|  | 100.00 % |

|  | 77.91 % |

|  | 52.54 % |

|  | 19.38 % |

|  | 16.37 % |

|  | 7.15 % |

|  | 4.56 % |

|  | 99.00 % |

|  | 1.00 % |

|  | 100.00 % |

|  | 81.24 % |

|  | 43.21 % |

|  | 30.89 % |

|  | 23.66 % |

|  | 2.24 % |

|  | 99.27 % |

|  | 0.83 % |

|  | 100.00 % |

|  | 81.54 % |

|  | 53.55 % |

|  | 23.54 % |

|  | 12.98 % |

|  | 10.09 % |

|  | 98.63 % |

|  | 1.37 % |

|  | 100.00 % |

|  | 83.54 % |

|  | 48.20 % |

|  | 30.98 % |

|  | 12.45 % |

|  | 6.79 % |

|  | 1.58 % |

|  | 99.10 % |

|  | 0.90 % |

|  | 100.00 % |

|  | 82.76 % |

|  | 52.57 % |

|  | 40.34 % |

|  | 3.67 % |

|  | 3.42 % |

|  | 99.28 % |

|  | 0.72 % |

|  | 100.00 % |

|  | 82.91 % |

|  | 30.33 % |

|  | 29.98 % |

|  | 26.31 % |

|  | 12.31 % |

|  | 1.07 % |

|  | 98.93 % |

|  | 1.07 % |

|  | 100.00 % |

|  | 80.63 % |

|  | 41.30 % |

|  | 27.23 % |

|  | 15.68 % |

|  | 6.06 % |

|  | 97.89 % |

|  | 2.11 % |

|  | 100.00 % |

|  | 80.21 % |

|  | 36.94 % |

|  | 36.50 % |

|  | 26.56 % |

|  | 99.51 % |

|  | 0.49 % |

|  | 100.00 % |

|  | 78.70 % |

|  | 44.34 % |

|  | 25.60 % |

|  | 14.81 % |

|  | 8.40 % |

|  | 4.62 % |

|  | 1.17 % |

|  | 0.97 % |

|  | 0.09 % |

|  | 99.40 % |

|  | 0.60 % |

|  | 100.00 % |

|  | 80.72 % |

|  | 37.44 % |

|  | 21.95 % |

|  | 20.93 % |

|  | 19.68 % |

|  | 99.23 % |

|  | 0.77 % |

|  | 100.00 % |

|  | 84.64 % |

|  | 53.03 % |

|  | 22.28 % |

|  | 15.60 % |

|  | 9.09 % |

|  | 99.01 % |

|  | 0.99 % |

|  | 100.00 % |

|  | 82.04 % |

|  | 73.20 % |

|  | 14.77 % |

|  | 6.01 % |

|  | 5.26 % |

|  | 0.76 % |

|  | 97.65 % |

|  | 2.35 % |

|  | 100.00 % |

|  | 84.52 % |

|  | 38.22 % |

|  | 27.86 % |

|  | 25.81 % |

|  | 6.18 % |

|  | 1.93 % |

|  | 98.79 % |

|  | 1.21 % |

|  | 100.00 % |

|  | 85.33 % |

|  | 58.22 % |

|  | 19.79 % |

|  | 16.99 % |

|  | 3.45 % |

|  | 1.54 % |

|  | 98.34 % |

|  | 1.66 % |

|  | 100.00 % |

|  | 82.09 % |

|  | 63.66 % |

|  | 23.34 % |

|  | 9.39 % |

|  | 3.71 % |

|  | 99.24 % |

|  | 0.76 % |

|  | 100.00 % |

|  | 81.49 % |

|  | 44.18 % |

|  | 19.32 % |

|  | 19.06 % |

|  | 12.29 % |

|  | 5.14 % |

|  | 98.42 % |

|  | 1.58 % |

|  | 100.00 % |

|  | 79.41 % |

|  | 65.24 % |

|  | 24.03 % |

|  | 8.60 % |

|  | 2.13 % |

|  | 99.06 % |

|  | 0.94 % |

|  | 100.00 % |

|  | 79.21 % |

|  | 41.92 % |

|  | 26.02 % |

|  | 18.52 % |

|  | 12.50 % |

|  | 1.05 % |

|  | 98.62 % |

|  | 1.38 % |

|  | 100.00 % |

|  | 79.32 % |

|  | 49.17 % |

|  | 34.51 % |

|  | 16.32 % |

|  | 99.15 % |

|  | 0.85 % |

|  | 100.00 % |

|  | 83.56 % |

|  | 43.63 % |

|  | 30.89 % |

|  | 22.78 % |

|  | 2.52 % |

|  | 99.51 % |

|  | 0.49 % |

|  | 100.00 % |

|  | 81.42 % |

|  | 39.58 % |

|  | 39.33 % |

|  | 21.09 % |

|  | 96.44 % |

|  | 3.56 % |

|  | 100.00 % |

|  | 83.25 % |

|  | 33.05 % |

|  | 31.61 % |

|  | 26.33 % |

|  | 9.00 % |

|  | 98.37 % |

|  | 1.63 % |

|  | 100.00 % |

|  | 81.57 % |

|  | 47.30 % |

|  | 26.80 % |

|  | 24.34 % |

|  | 1.05 % |

|  | 0.30 % |

|  | 0.21 % |

|  | 98.80 % |

|  | 1.20 % |

|  | 100.00 % |

|  | 76.41 % |

|  | 37.28 % |

|  | 30.77 % |

|  | 28.34 % |

|  | 2.76 % |

|  | 0.84 % |

|  | 99.77 % |

|  | 0.23 % |

|  | 100.00 % |

|  | 82.02 % |

|  | 60.31 % |

|  | 23.03 % |

|  | 13.70 % |

|  | 1.73 % |

|  | 1.03 % |

|  | 0.20 % |

|  | 97.76 % |

|  | 2.24 % |

|  | 100.00 % |

|  | 74.94 % |

|  | 47.90 % |

|  | 25.96 % |

|  | 23.21 % |

|  | 1.67 % |

|  | 1.27 % |

|  | 98.95 % |

|  | 1.05 % |

|  | 100.00 % |

|  | 83.77 % |

|  | 63.73 % |

|  | 22.66 % |

|  | 12.53 % |

|  | 0.60 % |

|  | 0.48 % |

|  | 99.67 % |

|  | 0.33 % |

|  | 100.00 % |

|  | 80.85 % |

|  | 57.63 % |

|  | 28.12 % |

|  | 13.21 % |

|  | 1.04 % |

|  | 99.59 % |

|  | 0.41 % |

|  | 100.00 % |

|  | 81.73 % |

|  | 42.79 % |

|  | 35.70 % |

|  | 20.00 % |

|  | 0.82 % |

|  | 0.38 % |

|  | 0.31 % |

|  | 99.47 % |

|  | 0.53 % |

|  | 100.00 % |

|  | 84.82 % |

|  | 45.38 % |

|  | 34.09 % |

|  | 19.17 % |

|  | 1.35 % |

|  | 97.59 % |

|  | 2.41 % |

|  | 100.00 % |

|  | 78.75 % |

|  | 42.46 % |

|  | 29.07 % |

|  | 22.19 % |

|  | 4.43 % |

|  | 1.56 % |

|  | 0.13 % |

|  | 0.11 % |

|  | 99.32 % |

|  | 0.68 % |

|  | 100.00 % |

|  | 76.49 % |

|  | 37.05 % |

|  | 33.76 % |

|  | 28.00 % |

|  | 1.19 % |

|  | 97.59 % |

|  | 2.41 % |

|  | 100.00 % |

|  | 82.57 % |

|  | 33.19 % |

|  | 32.03 % |

|  | 17.53 % |

|  | 16.23 % |

|  | 1.09 % |

|  | 0.84 % |

|  | 99.44 % |

|  | 0.56 % |

|  | 100.00 % |

|  | 80.08 % |

|  | 53.29 % |

|  | 39.24 % |

|  | 7.48 % |

|  | 98.66 % |

|  | 1.34 % |

|  | 100.00 % |

|  | 82.01 % |

|  | 54.50 % |

|  | 41.62 % |

|  | 4.54 % |

|  | 2.66 % |

|  | 0.68 % |

|  | 0.24 % |

|  | 99.17 % |

|  | 0.83 % |

|  | 100.00 % |

|  | 80.55 % |

|  | 51.56 % |

|  | 36.82 % |

|  | 6.86 % |

|  | 3.54 % |

|  | 1.22 % |

|  | 97.39 % |

|  | 2.61 % |

|  | 100.00 % |

|  | 79.58 % |

|  | 42.87 % |

|  | 35.57 % |

|  | 11.25 % |

|  | 8.39 % |

|  | 1.09 % |

|  | 98.78 % |

|  | 1.22 % |

|  | 100.00 % |

|  | 84.43 % |

|  | 60.67 % |

|  | 25.29 % |

|  | 10.51 % |

|  | 2.02 % |

|  | 1.50 % |

|  | 98.78 % |

|  | 1.22 % |

|  | 100.00 % |

|  | 84.43 % |

|  | 63.20 % |

|  | 30.88 % |

|  | 5.92 % |

|  | 98.96 % |

|  | 1.04 % |

|  | 100.00 % |

|  | 88.05 % |

|  | 66.35 % |

|  | 26.06 % |

|  | 4.30 % |

|  | 3.29 % |

|  | 98.94 % |

|  | 1.06 % |

|  | 100.00 % |

|  | 80.85 % |

|  | 45.06 % |

|  | 26.18 % |

|  | 23.87 % |

|  | 3.22 % |

|  | 1.68 % |

|  | 98.08 % |

|  | 1.92 % |

|  | 100.00 % |

|  | 83.46 % |

|  | 59.59 % |

|  | 40.41 % |

|  | 99.16 % |

|  | 0.84 % |

|  | 100.00 % |

|  | 78.10 % |

|  | 53.32 % |

|  | 38.64 % |

|  | 8.04 % |

|  | 98.80 % |

|  | 1.20 % |

|  | 100.00 % |

|  | 81.71 % |

|  | 59.50 % |

|  | 29.07 % |

|  | 11.43 % |

|  | 98.85 % |

|  | 1.15 % |

|  | 100.00 % |

|  | 81.90 % |

|  | 44.62 % |

|  | 37.26 % |

|  | 12.01 % |

|  | 6.11 % |

|  | 99.68 % |

|  | 0.32 % |

|  | 100.00 % |

|  | 82.41 % |

|  | 48.55 % |

|  | 45.88 % |

|  | 5.57 % |

|  | 99.33 % |

|  | 0.67 % |

|  | 100.00 % |

|  | 87.18 % |

|  | 54.91 % |

|  | 38.31 % |

|  | 6.78 % |

|  | 98.85 % |

|  | 1.15 % |

|  | 100.00 % |

|  | 86.85 % |

|  | 54.90 % |

|  | 34.02 % |

|  | 11.08 % |

|  | 98.82 % |

|  | 1.18 % |

|  | 100.00 % |

|  | 79.52 % |

|  | 41.07 % |

|  | 37.34 % |

|  | 19.85 % |

|  | 1.73 % |

|  | 99.37 % |

|  | 0.63 % |

|  | 100.00 % |

|  | 85.58 % |